# 타당성
논리학에서 타당(妥當, 영어: valid)한 논증이란, 추론이 논리법칙에 맞아서 참인 전제로부터 거짓인 결론이 도출되지 않는다는 뜻이다. 또한 그러한 성질을 타당성(영어: validity)이라 한다. 추론의 타당성에서는 추론과정의 형식성만이 문제가 되는 것으로 전제가 참인지의 여부는 관계가 없다.

## 기타
- 타당이라는 말은 이 밖에도 다른 뜻을 지닌다. 예컨대 타당한 견해, 타당한 조건 등의 경우이다.
- 보편적 타당성이라든가 객관적 타당성이라고 할 때의 타당성이란 통용하고 있는 것, 시인될 수 있는 것으로 행해지고 있는 것을 말한다. 보편적 타당성이란 개별적·특수적인 것이 아니라 일반적으로 통용되고 있는 것, 객관적 타당성이란 주관적으로가 아니라 주관을 떠나서 통용되고 있는 것을 말한다. 예컨대 뉴턴 역학(力學)의 3법칙은 보편적으로나 객관적으로 타당성을 지닌다. 다만 보편적 타당성은 상대적인 것임에 주의해야만 한다. 그러나 그것은 일반적으로 인식의 단순한 상대주의(相對主義)를 뜻하지 않는다('진리' 참조).
- 사회과학에서, 구체적 타당성을 뜻한다.

## 같이 보기
- 논증
- 건전성
- 신뢰도
- 타당도